# میدان هوایی سومردال
میدان هوایی سومردال (به انگلیسی: Naval Outlying Field Summerdale) یک فرودگاه نظامی است که یک باند فرود آسفالت دارد و طول باند آن ۸۶۹ متر است. این فرودگاه در شهر سامردیل، آلاباما کشور ایالات متحده آمریکا قرار دارد و در ارتفاع ۴۵ متری از سطح دریا واقع شده‌است.